# HD6668
HD6668 — хімічно пекулярна зоря спектрального класу
A3, що має  видиму зоряну величину в смузі V приблизно  6,4.
Вона  розташована на відстані близько 233,6 світлових років від Сонця.

## Фізичні характеристики
Зоря HD6668 обертається 
досить швидко 
навколо своєї осі. Проєкція її екваторіальної швидкості на промінь зору становить  Vsin(i)=101км/сек.